# Concessione italiana di Tientsin

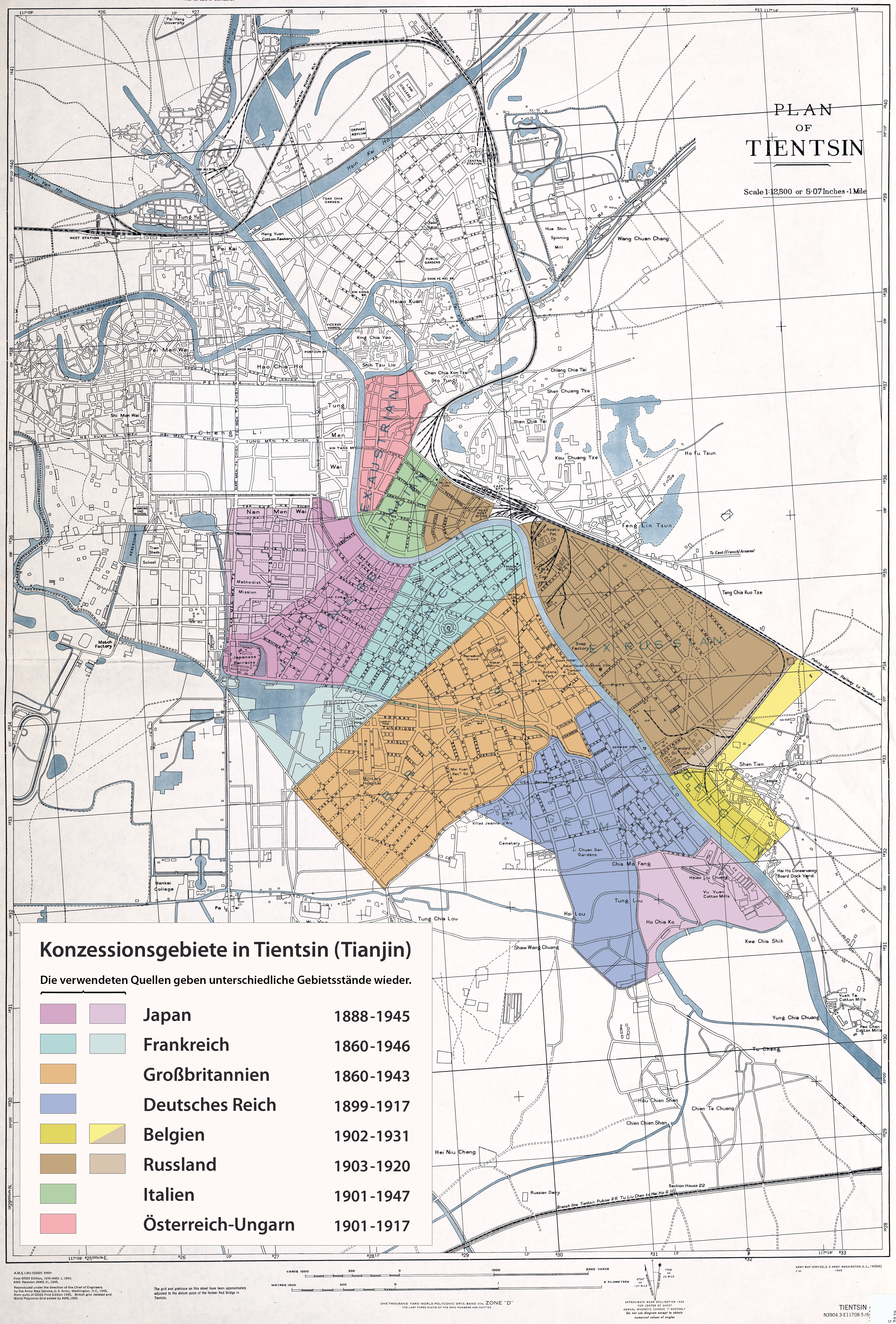
Mappa della concessione

La concessione italiana di Tientsin (in cinese: 天津意租界S, Tiānjīn yì zūjièP) era un possedimento coloniale italiano in Cina, amministrato dal Regno d'Italia tra il 1901 e il 1943.
La concessione fu istituita con la firma del protocollo dei Boxer il 7 settembre 1901: la superficie concessa misurava 458000 m² ed era una delle più piccole concessioni territoriali cinesi alle potenze straniere ottenute al termine della ribellione dei Boxer. La zona consisteva nell'immediata periferia orientale di Tientsin (dalla quale prende il nome) e da un terreno lungo la riva sinistra del fiume Hai-He (conosciuto precedentemente con il nome di Pei Ho), ricco di saline, comprensivo di un villaggio e di un'ampia area paludosa adibita a cimitero.

## Storia

### La partecipazione alla spedizione contro i Boxer e la concessione
La concessione fu ottenuta dopo la spedizione internazionale per la Ribellione dei Boxer nel 1901, alla quale l'Italia partecipò con un corpo di spedizione, unendosi alle altre potenze internazionali nell'Alleanza delle otto nazioni. In seguito agli accordi di pace e alla firma del Protocollo dei Boxer, l'Impero cinese garantì al Regno d'Italia, come alle altre potenze straniere, una concessione commerciale nell'area della città di Tientsin in Cina. La concessione italiana, di 46 ettari, era una tra quelle geograficamente meno estese. Il 7 giugno 1902 l'Italia prese possesso effettivo del territorio; il primo governatore fu Cesare Poma.
Del 1905 è il primo piano regolatore sull'area, realizzato dal tenente del Genio Osvaldo Cecchetti, seguito poi dal regolamento edilizio del 1907. A causa della pessima qualità dell'area, in gran parte costituita da acquitrini e paludi, nonché dalla presenza di un cimitero, la realizzazione si presentava molto onerosa. Per far fronte alle spese di bonifica il governatore italiano decise la vendita di gran parte dei lotti e, nonostante gli italiani potessero godere di numerose agevolazioni per l'acquisto, gran parte dei lotti fu acquistata da ricchi mercanti cinesi.
La concessione era amministrata da un governatore, facente capo al Ministero degli affari esteri e, dal 1912, al Ministero delle colonie. Il governatore svolgeva anche funzioni di console, integrando la rete consolare in Cina alle dipendenze della Regia Legazione d'Italia a Pechino. Durante il periodo fascista, il governatore, in quanto capo dell'amministrazione civile di quella che era a tutti gli effetti una città italiana, ricoprì anche l'incarico di podestà di Tientsin. Il governatore era affiancato da un Consiglio formato da residenti, in maggioranza italiani e in minoranza cinesi e di altre nazionalità.

### La stazione radiotelegrafica e la presenza della Regia Marina
Il 18 ottobre 1903 fu inaugurata la stazione radiotelegrafica nella Regia Legazione d'Italia a Pechino e, per maggiore sicurezza, se ne installò una seconda a Tientsin, entrata in servizio nel febbraio del 1904.
Dal 1903 la presenza navale italiana si ridusse. Nella primavera del 1905 furono rimpatriati gli ultimi soldati delle Regie Truppe Italiane nell'Estremo Oriente e in Cina rimase il solo l’incrociatore corazzato Marco Polo, dal cui comandante dipendevano i distaccamenti a terra, stanziati: a Pechino, dotato di infermeria e stazione radio, a Wang tsun; a Tang ku (solo tre uomini collegati telefonicamente con Pechino), a Tientsin, il cui comandante aveva cinque marinai, una decina di Carabinieri Reali, una stazione radio e le mansioni di governatore della concessione Italiana e infine a Shan hai Kwan, presidiata da 20 marinai con una terza stazione radio.
Nel 1906 i distaccamenti di Wang tsun, Tientsin, Tang ku e Shan hai Kwan furono ritirati; le forze italiane in Cina rimasero limitate ai Carabinieri a Tientsin e alla guardia alla Regia Legazione di Pechino, per un totale di 250 marinai, gli addetti alla stazione radio e l'aliquota di Carabinieri. La stazione radio di Tientsin fu chiusa e le caserme devolute alla Cina. All'ultimo momento si mantenne il diritto al distaccamento di Tang ku, facendolo occupare periodicamente, e di Scian hai Kuan. L'incertezza della situazione politica, generatasi dopo l'avvento della Repubblica cinese, e la necessità di proteggere i missionari italiani specialmente lungo lo Yang tze kiang, convinsero il Consolato a Shanghai a proporre a Roma di stanziare una o due cannoniere con buone macchine e poco pescaggio, capaci di risalire sia il fiume sia i suoi affluenti per accorrere là dove fosse utile mostrare la bandiera italiana.
Il ministero della marina ordinò la costruzione di una cannoniera in Italia e di una seconda direttamente in Cina (la Carlotto). Il primo vero intervento edilizio complessivo avverrà invece soltanto nel 1912, a seguito delle continue pressioni da parte di diplomatici e governatori: il governo italiano decise di stanziare un prestito di 400.000 lire alla concessione, allo scopo di edificare le strutture primarie. I primi interventi furono commissionati all'ingegnere torinese Daniele Ruffinoni.

### La prima guerra mondiale e l'accorpamento della concessione austriaca
Lo scoppio della prima guerra mondiale implicò una forte riduzione di forze. Si lasciarono solo un'aliquota di rappresentanza alla Legazione e, a Shanghai, un piccolo corpo italiano dei Volontari, preposto alla difesa degli interessi italiani in città e formato da una cinquantina di persone. Negli ultimi mesi della Grande guerra arrivarono alla concessione italiana di Tientsin circa 900 prigionieri militari "irredenti" (ossia soldati di etnia italiana, originari dall'Impero austro-ungarico, principalmente dal Trentino, dalla Venezia Giulia e dalla Dalmazia), provenienti dalla Russia sconvolta dalla guerra civile tra l'Armata Bianca e i bolscevichi.
Questi soldati, inquadrati nella Legione Redenta di Siberia, furono uniti ad alpini provenienti dall'Italia per costituire il Corpo di spedizione italiano in Estremo Oriente, basato a Tientsin. Tale corpo di spedizione combatté nell'estate 1919 per mantenere attiva la ferrovia transiberiana in Manciuria, che serviva agli Alleati per approvvigionare i bianchi russi contro i sovietici. Il presidio di Tientsin venne rinforzato solo dopo la guerra, nell'autunno del 1924, con marinai sbarcati dalla cannoniera Caboto e dall'incrociatore Libia, per proteggere la concessione nelle lotte in corso fra i vari Signori della Guerra cinesi; poi, il 1º gennaio 1925, con l'incrociatore San Giorgio e la cannoniera Lepanto, fu ricostituita la Divisione Navale dell'Estremo Oriente, mettendola agli ordini dell'ammiraglio Angelo Ugo Conz.
Dopo la fine della Grande guerra, la concessione austriaca nella stessa città, già occupata dai Cinesi nel 1917, il 10 settembre 1919 tornò alla Cina, ma nel giugno 1927 fu inglobata in quella italiana, che raggiunse quindi una superficie complessiva di 1,04 km², dopo una serie di scontri tra opposte fazioni cinesi. Sarà poi intorno agli Anni Venti che la concessione svilupperà il suo assetto definitivo, grazie al regolamento edilizio del 1924. L'immagine complessiva sarà quella di un quartiere caratterizzato da villini di lusso circondati da giardini recintati; per questa caratteristica e per la scarsa presenza di attività produttive, quella italiana sarà soprannominata dagli abitanti cinesi come la "concessione aristocratica". Il 5 marzo 1925 fu ufficialmente costituito il Battaglione italiano in Cina, voluto da Mussolini e ospitato nella nuova Caserma Ermanno Carlotto; incrementato col tempo, esso arrivò ad allineare tre compagnie: San Marco, Libia e San Giorgio.

### La seconda guerra mondiale e l'occupazione giapponese
Negli anni 1930 la Regia Marina aveva anche truppe in altre località cinesi, come nel Forte di Shan Hai Kuan, vicino all'inizio della grande muraglia cinese in Manciuria e a Shanghai. Nel 1935 la concessione italiana raggiunse una popolazione di 6.261 persone: circa 110 italiani residenti, oltre a diverse centinaia di italiani che vi avevano sedi commerciali, circa 5.000 cinesi e 536 persone di altra nazionalità.

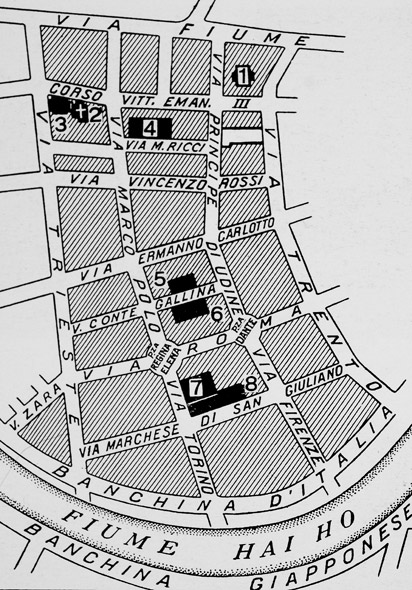
Pianta della concessione italiana di Tientsin con la toponomastica stradale (circa 1910-1915)

Il 10 giugno 1940, al momento dell'entrata in guerra dell'Italia, la concessione in Estremo Oriente era presidiata da circa 300 marinai del Reggimento San Marco. 
I giapponesi, subito dopo l'intervento in guerra, occuparono le concessioni e, con il pretesto di mantenere l'ordine, invasero il territorio internazionale della città, saccheggiando le caserme e chiudendo nei campi di concentramento ufficiali e truppe delle varie nazionalità. Agli italiani, invece, essendo essi considerati alleati, fu riservato un certo riguardo e gli uomini della San Marco ebbero il permesso di rimanere nella loro caserma e di conservare le armi. Formalmente, fino al 25 luglio 1943, la sovranità restò italiana, con il podestà Ferruccio Stefenelli alla guida della concessione fin dal 1938. Nei fatti era una libertà molto limitata: gli italiani, infatti, non potevano allontanarsi dalla concessione senza un lasciapassare giapponese, né ricevere posta o tenere apparecchi radio. Nei tre anni successivi, quindi, le notizie arrivarono alquanto saltuariamente. Si sapeva che la guerra non andava molto bene, ma si ignoravano nei dettagli i principali avvenimenti che si erano verificati in quel periodo: la fine della campagna d'Africa, il bombardamento delle città italiane e la caduta del fascismo.
L'8 settembre 1943, l'annuncio dell'armistizio tra l'Italia e gli Alleati mise in azione le truppe giapponesi, che il 10 occuparono la concessione e circondarono la caserma. Gli uomini della San Marco che non accettarono di collaborare con la RSI furono trasportati in un campo di concentramento vicino a Tangashan, in Corea; quelli che accettarono la collaborazione poterono restare nella caserma fino all'8 gennaio 1944 e poi ne vennero espulsi in quanto "civili non nemici". I termini della concessione vennero ridiscussi e infine la stessa concessione venne di fatto sospesa, a seguito di un accordo intervenuto il 27 luglio 1944 tra la Repubblica Sociale Italiana e il governo dello Stato fantoccio filogiapponese della Repubblica di Nanchino.

### Il ritorno alla Cina
Alla fine della seconda guerra mondiale gli italiani della concessione furono fatti prigionieri dagli Alleati e la concessione di Tientsin, così come i quartieri commerciali italiani a Shanghai, Hankow e Pechino, furono formalmente soppressi e assegnati alla Cina, il 10 febbraio 1947, con il Trattato di Parigi.
Nella primavera dello stesso anno i trecento marinai del Battaglione San Marco, che presidiavano l'ex concessione ed erano ancora imprigionati, furono rimpatriati. Il Paese, intanto, con la sconfitta dei nazionalisti nel 1949, diventava Repubblica Popolare Cinese.
Un "quartiere italiano" è stato mantenuto ristrutturato nei territori dell'ex concessione, a scopo turistico.

## Cronotassi dei governatori
Durante la presenza italiana, si sono succeduti i seguenti governatori:
- Cesare Poma (1901-1903)
- Giuseppe Chiostri (1904-1906)
- Oreste Da Vella (1906-1911)
- Vincenzo Fileti (1912-1920)
- Marcello Roddolo (1920-1921)
- Luigi Gabrielli di Quercita (1921-1924)
- Guido Segre (1925-1927)
- Luigi Neyrone (1927-1932)
- Filippo Zappi (1932-1938)
- Ferruccio Stefenelli (1938-1943)

## Galleria d'immagini

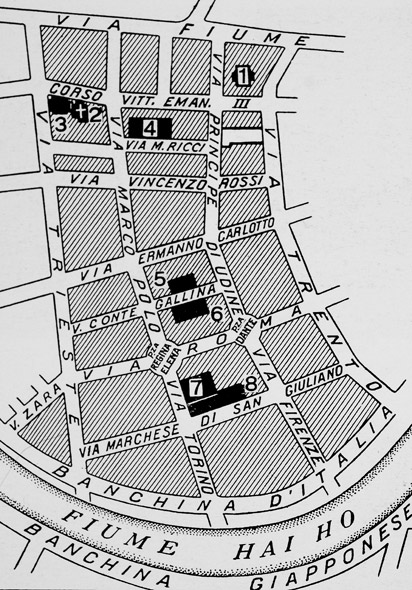
Mappa della Concessione italiana di Tientsin prima dello scoppio della prima guerra mondiale.
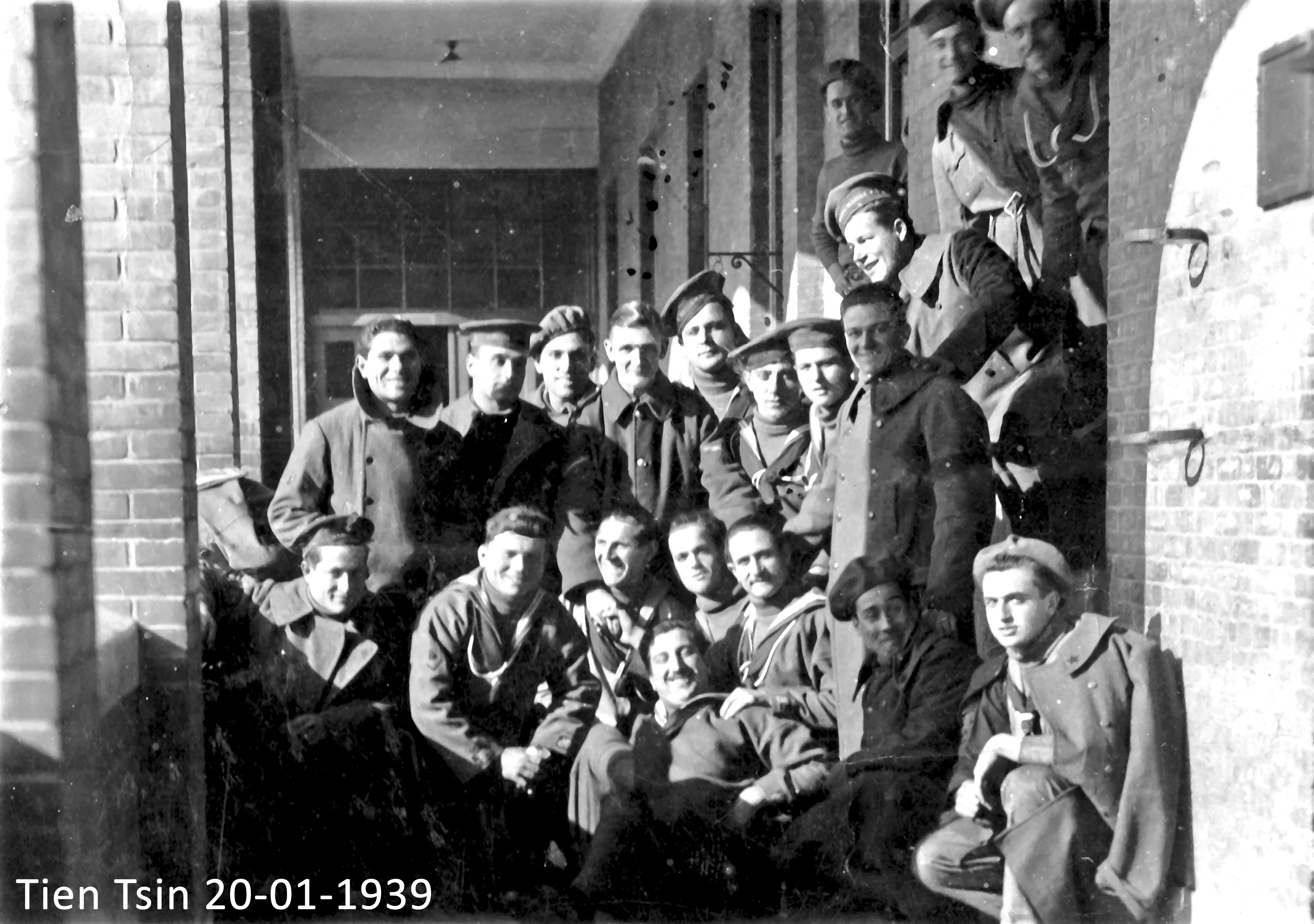
La caserma Ermanno Carlotto, con militari, nel 1939.
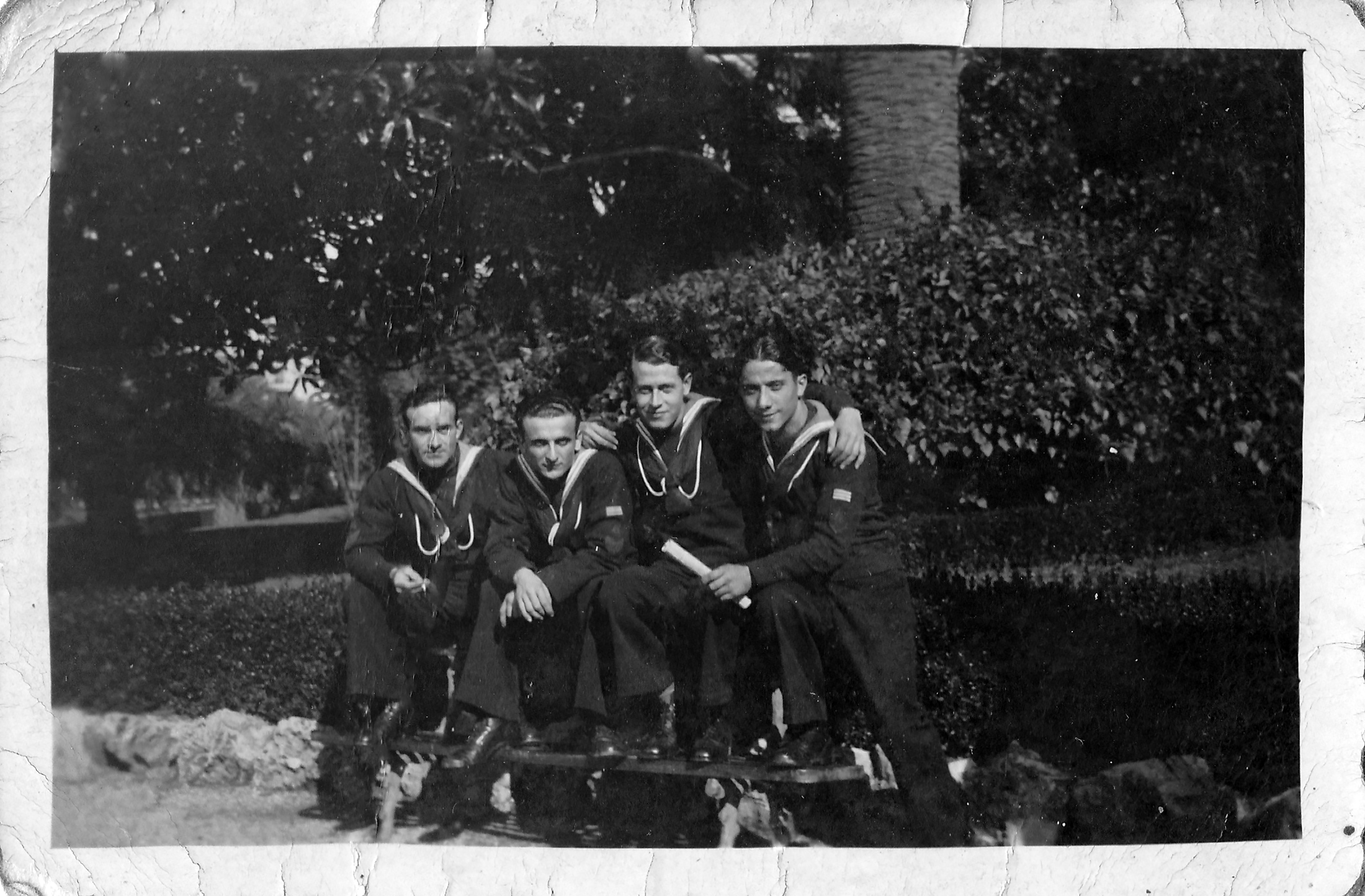
La caserma Ermanno Carlotto, con militari, nel 1939.
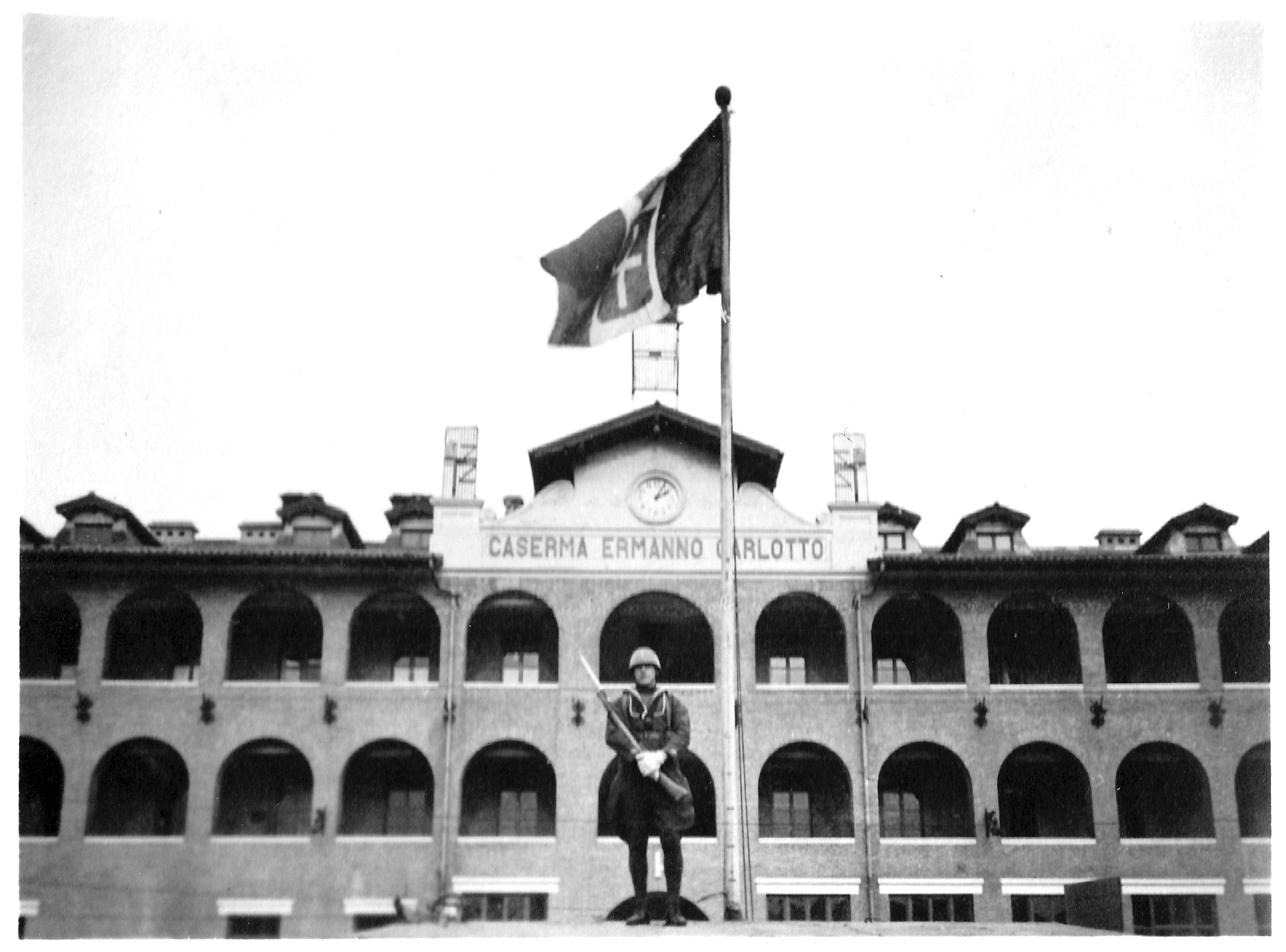
La caserma Ermanno Carlotto, con militari, nel 1939.
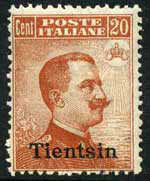
Francobollo in uso nella Concessione italiana di Tientsin.
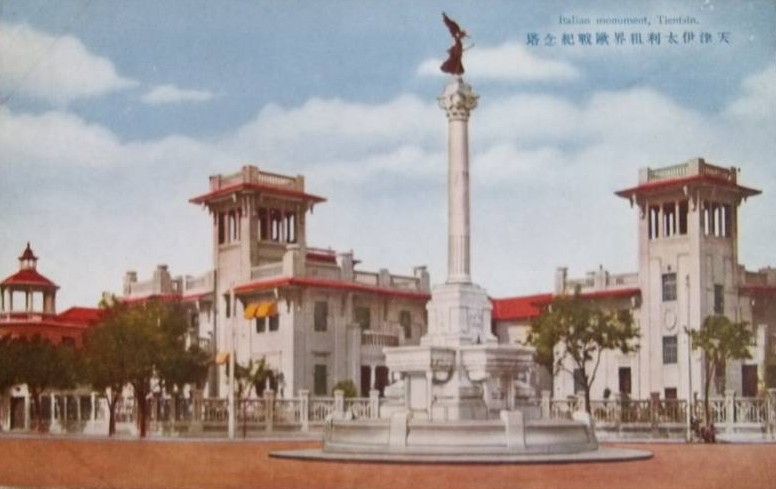
Il monumento ai Caduti della prima guerra mondiale in piazza Regina Elena, nella Concessione italiana di Tientsin.
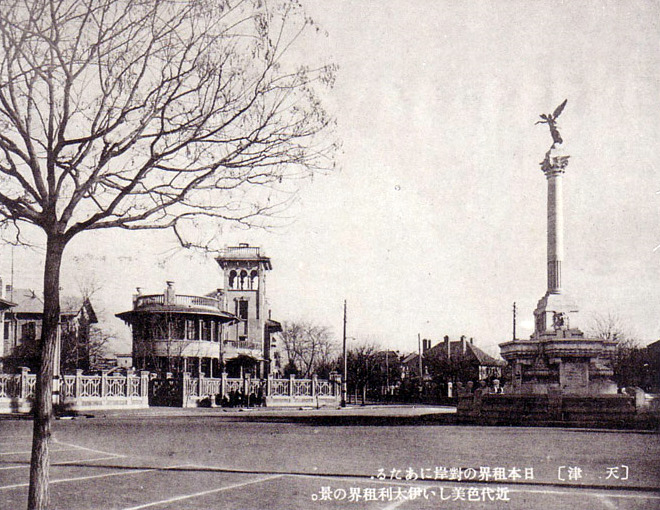
Piazza Regina Elena nella Concessione italiana di Tientsin.
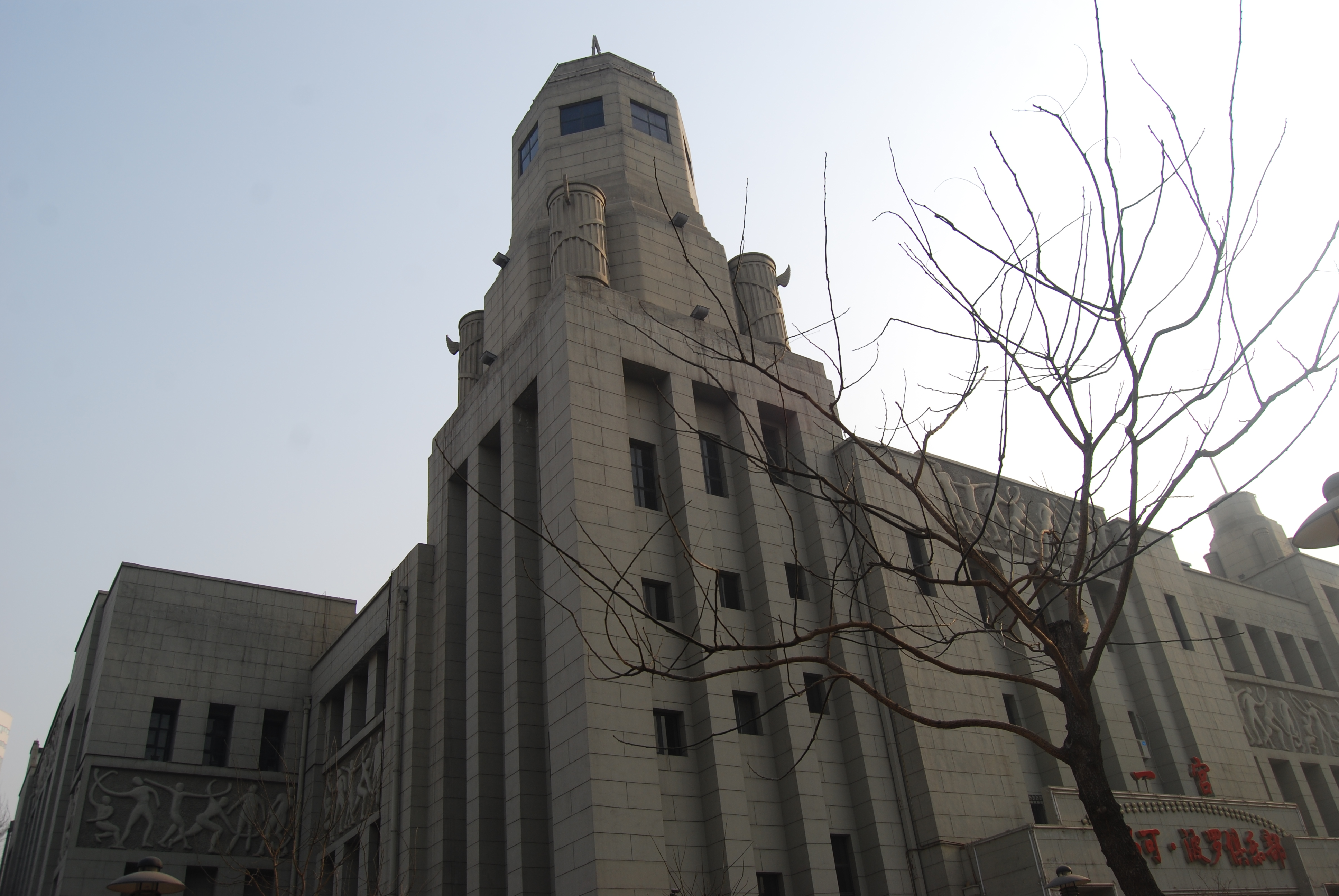
Il palazzo della cultura italiana, oggi ristrutturato come centro sportivo; sono mantenuti i fasci littori ai quattro lati agli angoli della torre.
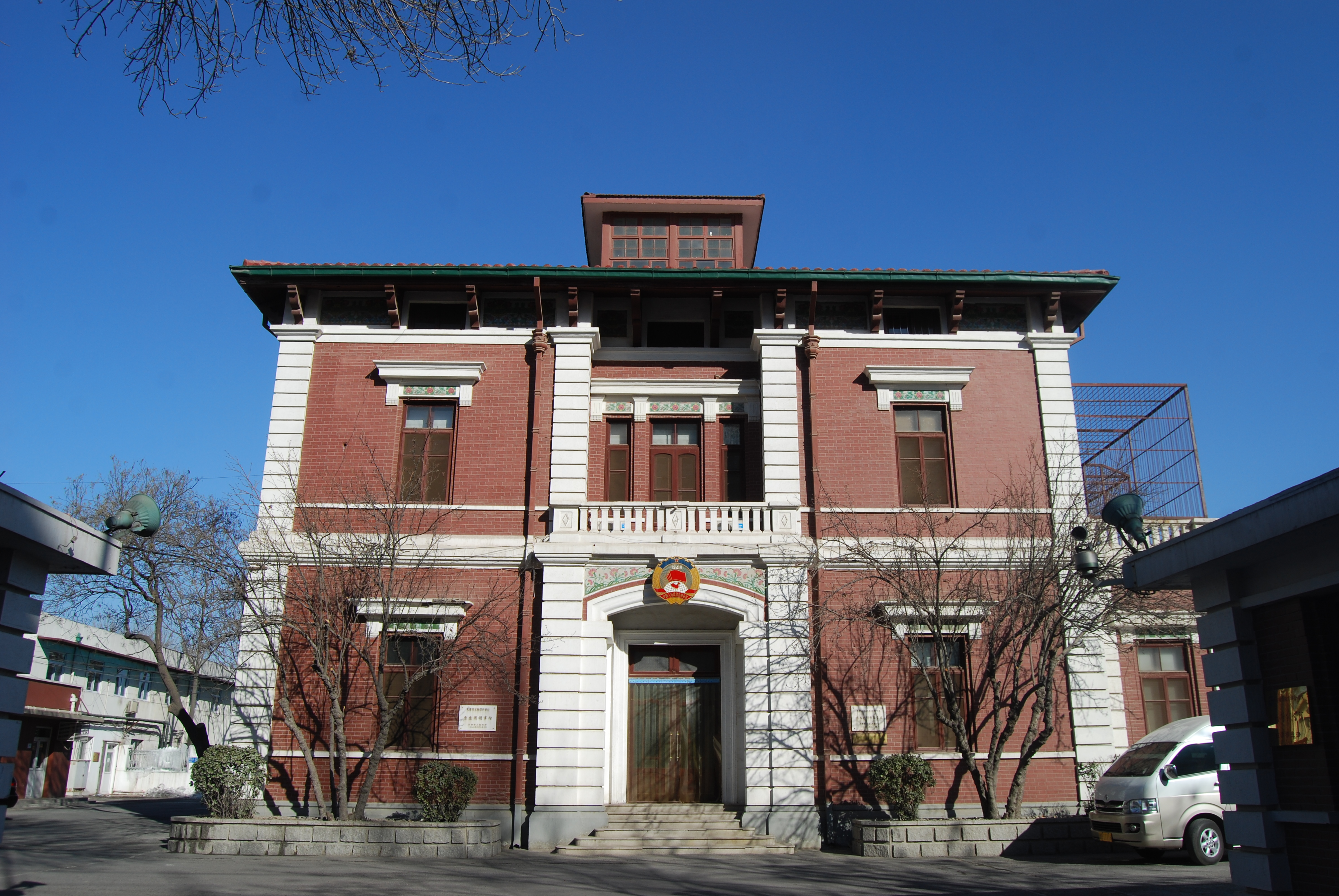
Ex consolato italiano di Tientsin, sede del console (governatore) della Concessione italiana di Tientsin.
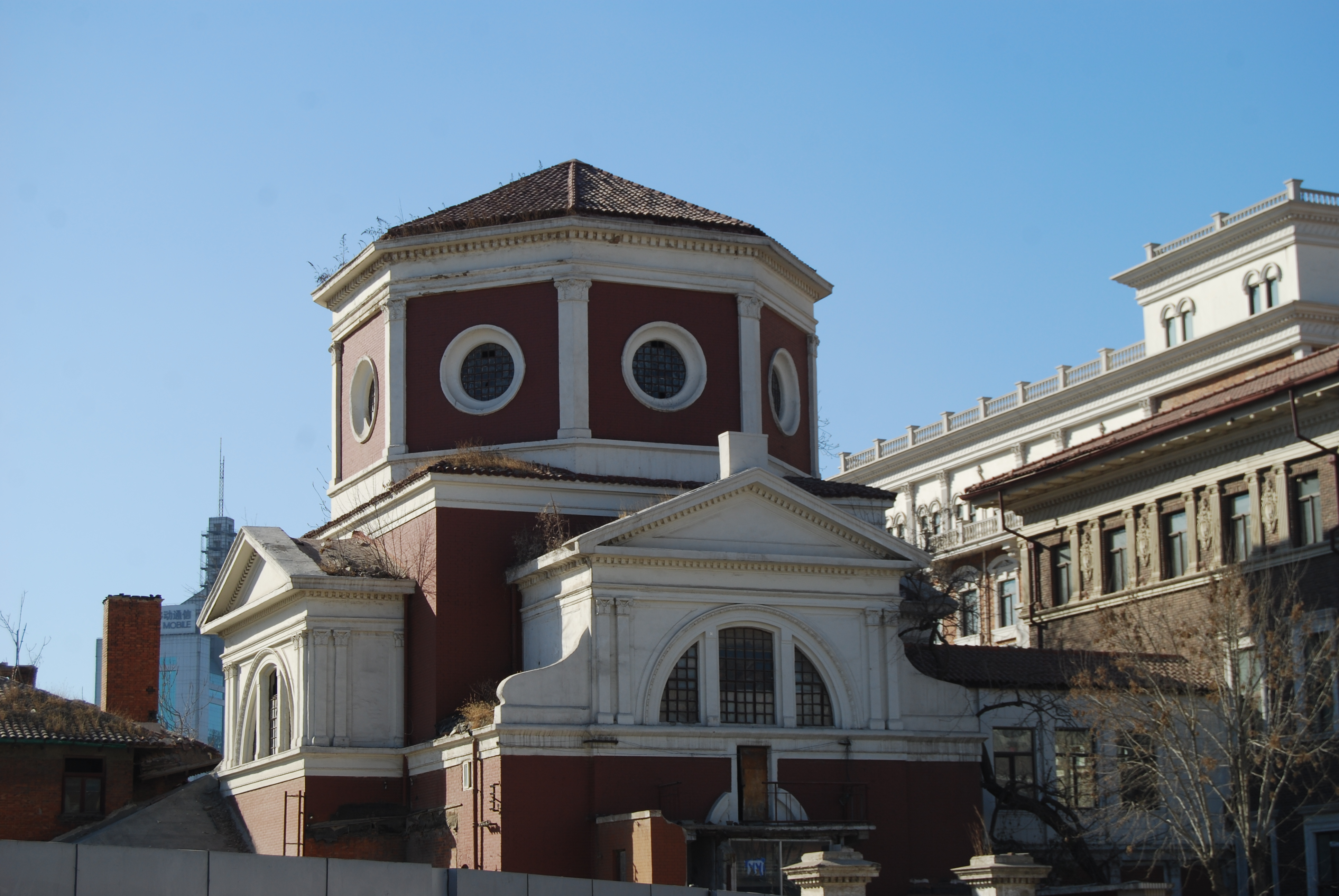
Chiesa del Sacro Cuore, gestita dai francescani, nella Concessione italiana di Tientsin.
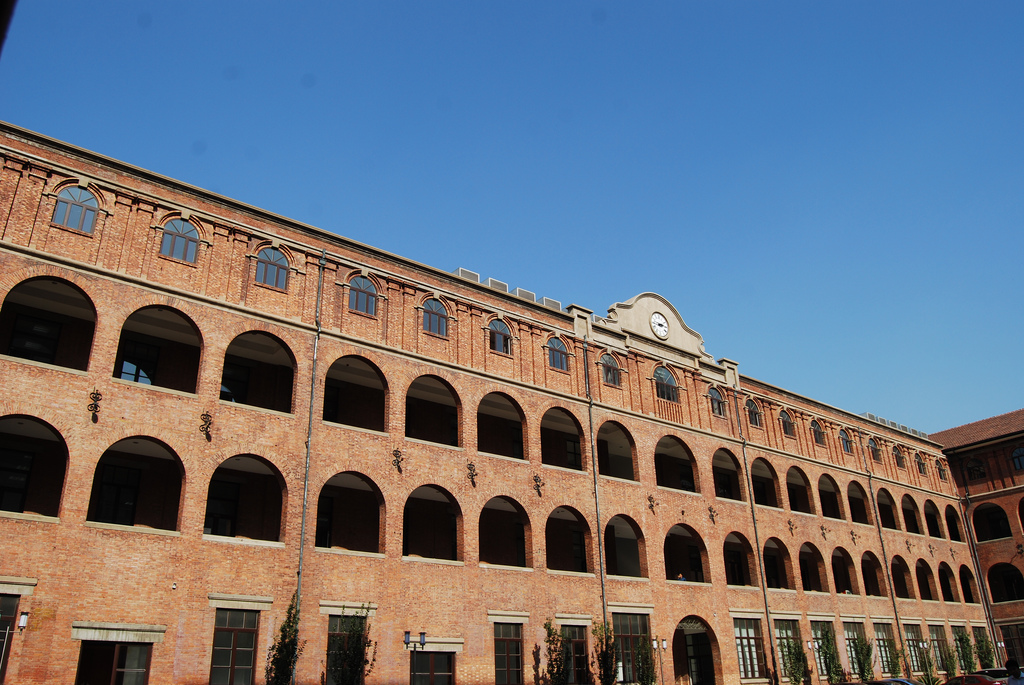
L'ex Caserma Ermanno Carlotto, costruita nel 1919, sede fino al 1943 del Reggimento San Marco.

## Mappa delle concessioni internazionali

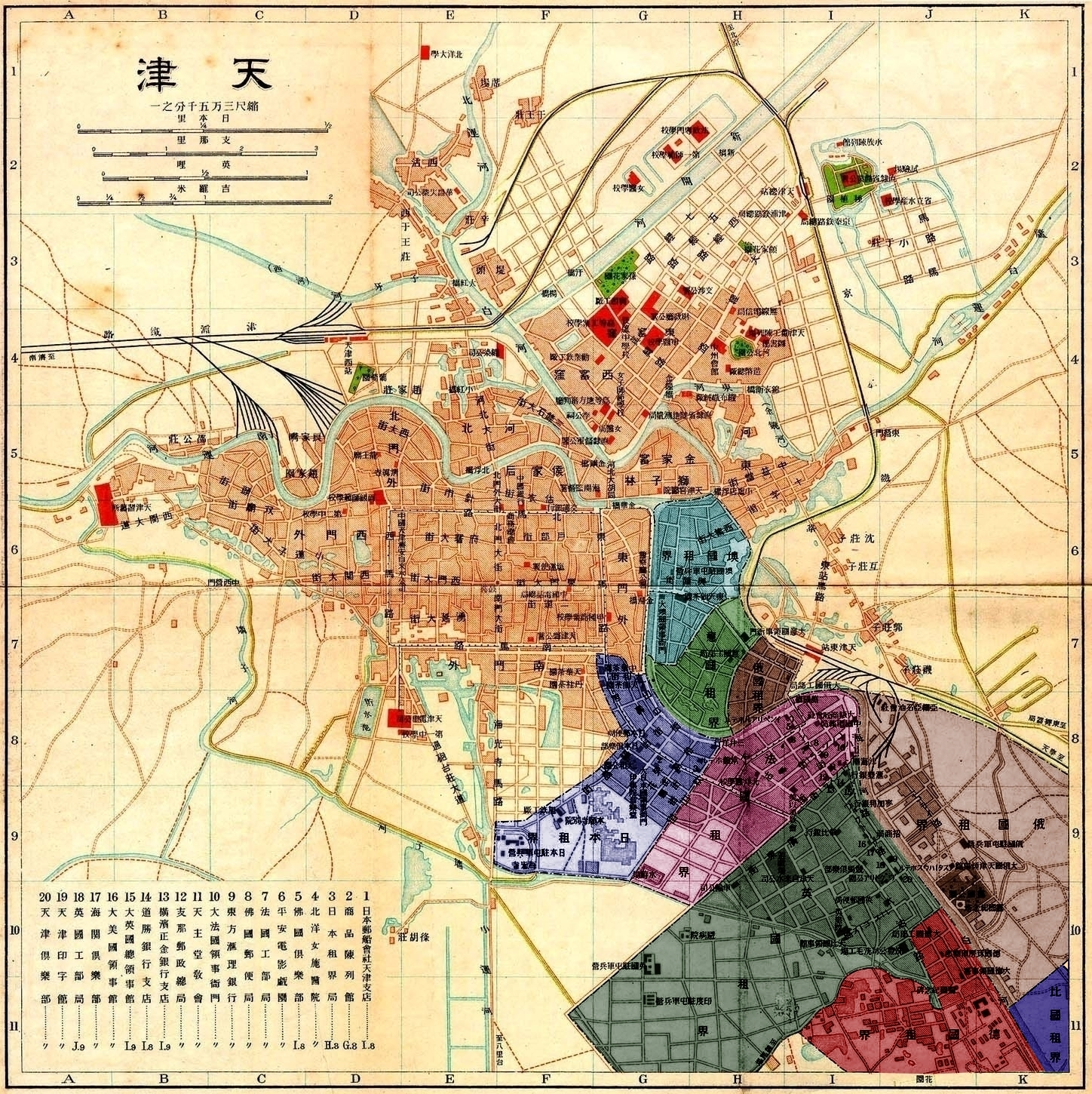
Mappa delle concessioni di Tientsin:
Austria-Ungheria (dal 1927 all'Italia)
Italia
Russia (2 aree separate)
Belgio
Giappone
Francia
Regno Unito
Germania

Austria-Ungheria (dal 1927 all'Italia)
     Italia
     Russia (2 aree separate)
     Belgio
     Giappone
     Francia
     Regno Unito
     Germania